# Yngve Ricklund
Yngve Ricklund, född 16 mars 1903 i Anundsjö socken i Ångermanland, död 1997 i Örnsköldsvik, var en svensk målare. 
Han var son till kronojägaren Nickolaus (Nils) Ricklund och Ingeborg Guliksdotter och från 1951 gift med Ingrid Maria Fjällström samt bror till Folke Ricklund. Fjällmålaren Ricklund växte upp i Gästrikland men flyttade i mitten av 1940-talet till Saxnäs i Marsfjäll. Han arbetade först som skogsarbetare, industritjänsteman och hotellvärd och målare på fritiden. Som konstnär var han autodidakt men fick viss vägledning från sin bror och andra konstnärskamrater. Han etablerade sig som konstnär sent i livet och ställde ut separat i Sandviken 1950 och på Welamsons konstgalleri i Stockholm 1951 som senare följdes upp med separatutställningar i bland annat Skellefteå, Kramfors, Sundsvall, Karlskoga och Luleå. Han var verksam fram till mitten av 1980-talet. Hans konst består huvudsakligen av Norrlandsmotiv utförda i olja eller pastell.